# Mistrzostwa Świata w Piłce Nożnej 2022 (eliminacje strefy CAF)/Grupa I
Grupa I jest jedną z dziesięciu grup eliminacji drugiej rundy do Mistrzostw Świata 2022. Składa się z czterech niżej wymienionych reprezentacji:
- Maroko
- Gwinea
- Gwinea Bissau
- Sudan

Każda drużyna rozegra z każdą dwa mecze (u siebie i na wyjeździe). Mecze rozpoczną się we wrześniu 2021. Drużyna z pierwszego miejsca awansuje do trzeciej rundy.

## Tabela
| Lp. | Drużyna       | M | Mecze | Mecze | Mecze | Bramki | Bramki | Bramki | Pkt |
| Lp. | Drużyna       | M | W     | R     | P     | +      | −      | +/−    | Pkt |
| --- | ------------- | - | ----- | ----- | ----- | ------ | ------ | ------ | --- |
| 1.  | Maroko        | 6 | 6     | 0     | 0     | 20     | 1      | +19    | 18  |
| 2.  | Gwinea Bissau | 6 | 1     | 3     | 2     | 5      | 11     | −6     | 6   |
| 3.  | Gwinea        | 6 | 0     | 4     | 2     | 5      | 11     | −6     | 4   |
| 4.  | Sudan         | 6 | 0     | 3     | 3     | 5      | 12     | −7     | 3   |

## Wyniki
| 1 września 2021 18:00 CEST | Gwinea Bissau · Mendes 51' | 1:1(0:1)Raport | Gwinea · 7' Kamano | Stadion Olimpijski w Nawakszut, Nawakszut (Mauretania) Sędzia: Mutaz Ibrahim |
|                            |                            |                |                    |                                                                              |

| 2 września 2021 21:00 CEST | Maroko · Aguerd 10' · Ahmed 53' (sam.) | 2:0(1:0)Raport | Sudan | Stade Moulay Abdellah, Rabat Sędzia: Maguette N'Diaye |
|                            |                                        |                |       |                                                       |

| 7 września 2021 21:00 CEST | Sudan · Abdel Rahman 55', 90+2' | 2:4(0:2)Raport | Gwinea Bissau · 8', 39' Piqueti · 11' F. Mendy · 82' Mam. Baldé | Stadion Al-Hilal, Omdurman Sędzia: Victor Gomes |
|                            |                                 |                |                                                                 |                                                 |

| 6 października 2021 18:00 CEST | Sudan · Teiri 72' | 1:1(0:0)Raport | Gwinea · 56' Bayo | Stade de Marrakech, Marrakesz (Maroko) Sędzia: Janny Sikazwe |
|                                |                   |                |                   |                                                              |

| 6 października 2021 21:00 CEST | Maroko · Hakimi 31' · Louza 45+1' (k.) · Chair 49' · El Kaabi 62' · Munir 82' | 5:0(2:0)Raport | Gwinea Bissau | Stade Moulay Abdellah, Rabat Sędzia: Boubou Traoré |
|                                |                                                                               |                |               |                                                    |

| 9 października 2021 15:00 CEST | Gwinea · Kanté 48' · Bayo 67' | 2:2(0:0)Raport | Sudan · 64' Al-Tash · 88' Kamal | Stade d’Agadir, Agadir (Maroko) Sędzia: Mustapha Ghorbal |
|                                |                               |                |                                 |                                                          |

| 9 października 2021 21:00 CEST | Gwinea Bissau | 0:3(0:2)Raport | Maroko · 10', 70' El Kaabi · 20' Barkok | Stade Mohamed V, Casablanca (Maroko) Sędzia: Jean Jacques Ndala Ngambo |
|                                |               |                |                                         |                                                                        |

| 12 października 2021 21:00 CEST | Gwinea · Kané 31' | 1:4(1:2)Raport | Maroko · 21' El Kaabi · 43', 65' Amallah · 89' Boufal | Stade Moulay Abdellah, Rabat (Maroko) Sędzia: Sidi Alioum |
|                                 |                   |                |                                                       |                                                           |

| 12 listopada 2021 17:00 CET | Gwinea | 0:0(0:0)Raport | Gwinea Bissau | Stade de l'Unité de Nongo, Konakry Sędzia: Mohamed Marouf |
|                             |        |                |               |                                                           |

| 12 listopada 2021 20:00 CET | Sudan | 0:3(0:1)Raport | Maroko · 3', 61' Mmaee · 90+3' Louza | Stade Moulay Abdellah, Rabat (Maroko) Sędzia: Peter Waweru |
|                             |       |                |                                      |                                                            |

| 15 listopada 2021 17:00 CET | Gwinea Bissau | 0:0(0:0)Raport | Sudan | Stade de Marrakech, Marrakesz (Maroko) Sędzia: Jean Ouattara |
|                             |               |                |       |                                                              |

| 16 listopada 2021 20:00 CET | Maroko · Mmaee 21' (k.), 29' · El Kaabi 60' | 3:0(2:0)Raport | Gwinea | Stade Mohamed V, Casablanca Sędzia: Joshua Bondo |
|                             |                                             |                |        |                                                  |

## Strzelcy
5 goli
- Ayoub El Kaabi

4 gole
- Ryan Mmaee

2 gole
- Mohamed Bayo
- Piqueti
- Selim Amallah
- Imrân Louza
- Mohamed Abdel Rahman

1 gol
- François Kamano
- Mamadou Kané
- José Kanté
- Mama Baldé
- Joseph Mendes
- Frédéric Mendy
- Nayef Aguerd
- Aymen Barkok
- Sofiane Boufal
- Ilias Chair
- Achraf Hakimi
- Munir El Haddadi
- Ahmed Al-Tash
- Amir Kamal
- Seif Teiri

Gol samobójczy
- Abuaagla Ahmed (dla Maroka)